# Jogbani
Jogbani är en ort i Indien.   Den ligger i distriktet Araria och delstaten Bihar, i den nordöstra delen av landet, 1 000 km öster om huvudstaden New Delhi. Jogbani ligger 68 meter över havet och antalet invånare är 33 300.
Terrängen runt Jogbani är mycket platt. Runt Jogbani är det tätbefolkat, med 790 invånare per kvadratkilometer. Närmaste större samhälle är Forbesganj, 10,7 km söder om Jogbani. Trakten runt Jogbani består till största delen av jordbruksmark.